# Gliśno Wielkie
Gliśno Wielkie (deutsch Glisno, 1942–45 Glissensee) ist ein Dorf in der Gemeinde Lipnica im Powiat Bytowski in der Kaschubei in der Woiwodschaft Pommern in Polen. Es liegt rund neunzig Kilometer südwestlich der Städte Danzig und Gdynia.

## Geschichte des Ortes
An der Stelle des heutigen Gliśno Wielkie bestand wahrscheinlich im 13. Jahrhundert eine erste Siedlung. Zu dieser Zeit gehörte das Gebiet zum Herzogtum Pommerellen, ehe dort um 1310  einige Jahre lang die Markgrafen von Brandenburg herrschten.
Eine der ältesten Aufzeichnungen über den Ort stammt aus einer Schenkungsurkunde von 1374: Der Edelmann und Landrichter Nickil von Glissen (poln.: Nickil de Glyszyn) erhielt am 7. November 1374 das Gebiet um Glisno von Winrich von Kniprode, Hochmeister des Deutschen Ordens, zur Bewirtschaftung und Verteidigung. Zeugen der Verbriefung und Versiegelung des Besitzrechtes (nach Kulmer Recht) waren Sweder von Pellant (Tressler), Heinrich von Grobitz (Komtur von Schlochau), Kaplan Niklas und Baldwin (Pfleger von Tuchel).
Nach dem Tod des letzten Pommernherzogs Bogislaw XIV. im Jahr 1637 fiel das Gebiet um Glisno als Teil der Lande Lauenburg und Bütow wieder an Polen zurück, das es 1657 Brandenburg-Preußen als Lehen überließ. Aus dem Namen derer von Glissen entstanden später die polnischen Namen Glyscziński, Glisczyński oder Gliscziński.
Anteile des Ritterguts waren u. a. zeitweise in Besitz der Familien von Chamier Glisczyński oder von Spiczak Brzeziński.
Nach der Ersten Teilung Polens im Jahr 1773 annektierte Preußen das Gebiet auch formell. Ab 1818 gehörte Glisno zum preußischen Kreis Schlochau.